# Nimba saxatilis
Nimba saxatilis is een mosdiertjessoort uit de familie van de Lacernidae. De wetenschappelijke naam van de soort is voor het eerst geldig gepubliceerd in 1995 door Hayward & Ryland.